# Bisdom Massa Carrara-Pontremoli
Het bisdom Massa Carrara-Pontremoli (Latijn: Dioecesis Massensis-Apuana; Italiaans: Diocesi di Massa Carrara-Pontremoli) is een in Italië gelegen rooms-katholiek bisdom met zetel in de stad Massa in de provincie Massa-Carrara. Het bisdom behoort tot de kerkprovincie Pisa en is, samen met de bisdommen Livorno, Pescia en Volterra, suffragaan aan het aartsbisdom Pisa.

## Geschiedenis
Op 18 februari 1822 werd door paus Pius VII, met de apostolische constitutie Singularis Romanorum Pontificum, het bisdom Massa Carrara opgericht uit gebiedsdelen van de bisdommen  Luni, Sarzana en Brugnato. In 1939 werd de naam van het bisdom veranderd in bisdom Apuania en op 30 september 1986 in bisdom Massa.
Op 23 februari 1988 voegde paus Johannes Paulus II het bisdom samen met het bisdom Pontremoli en kreeg het zijn huidige naam.

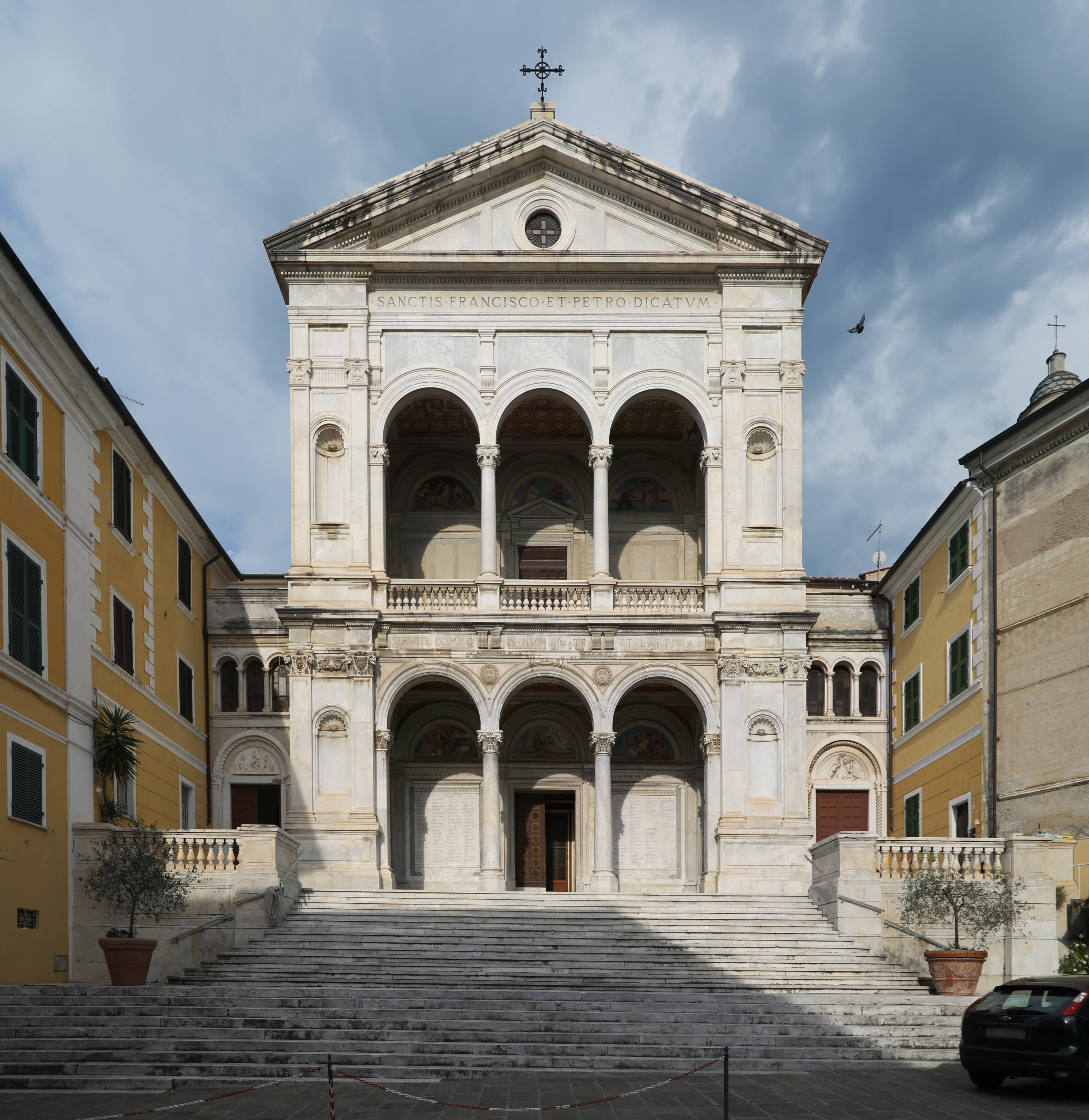
Kathedraal van Massa
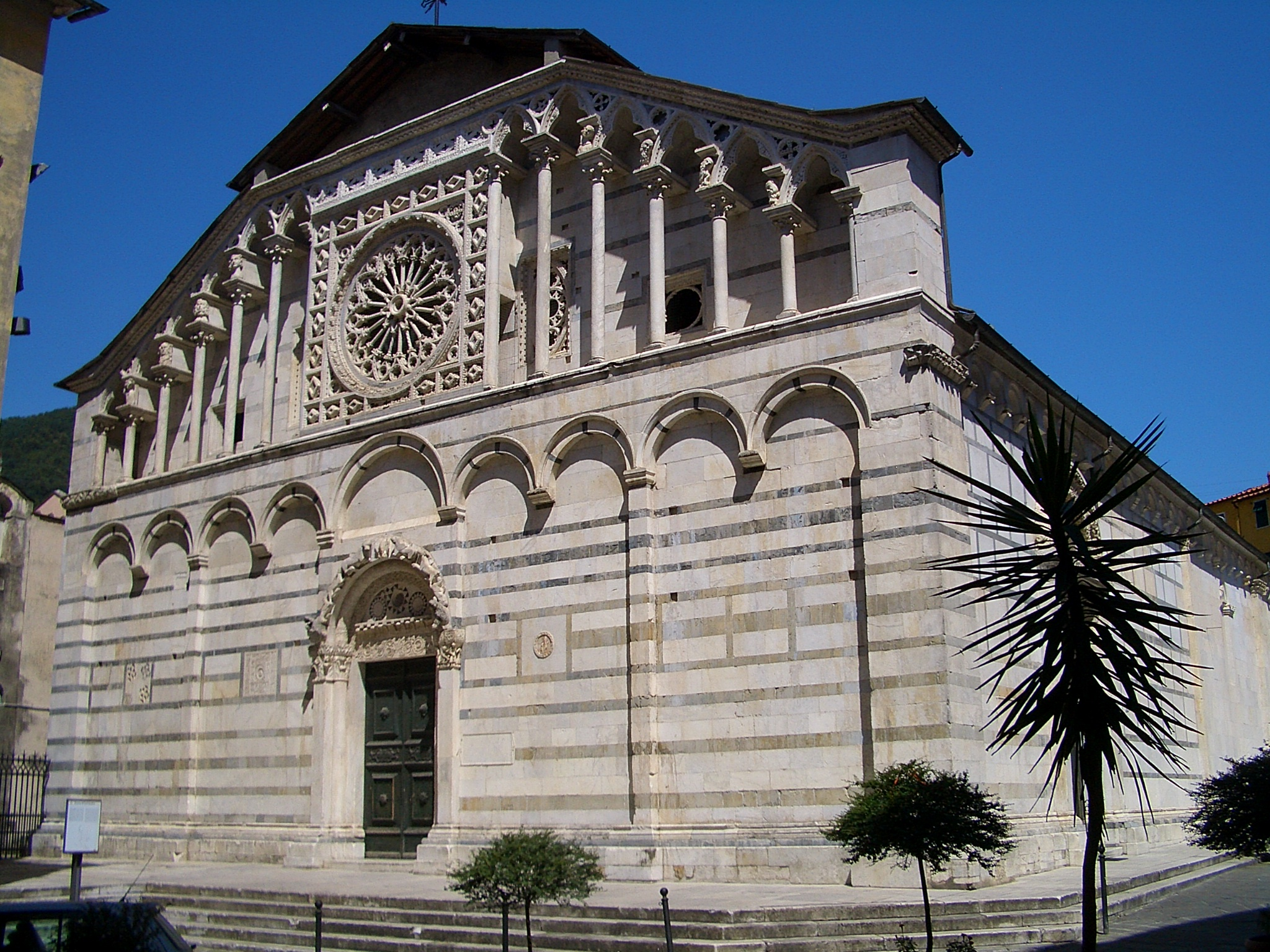
Cokathedraal van Carrara
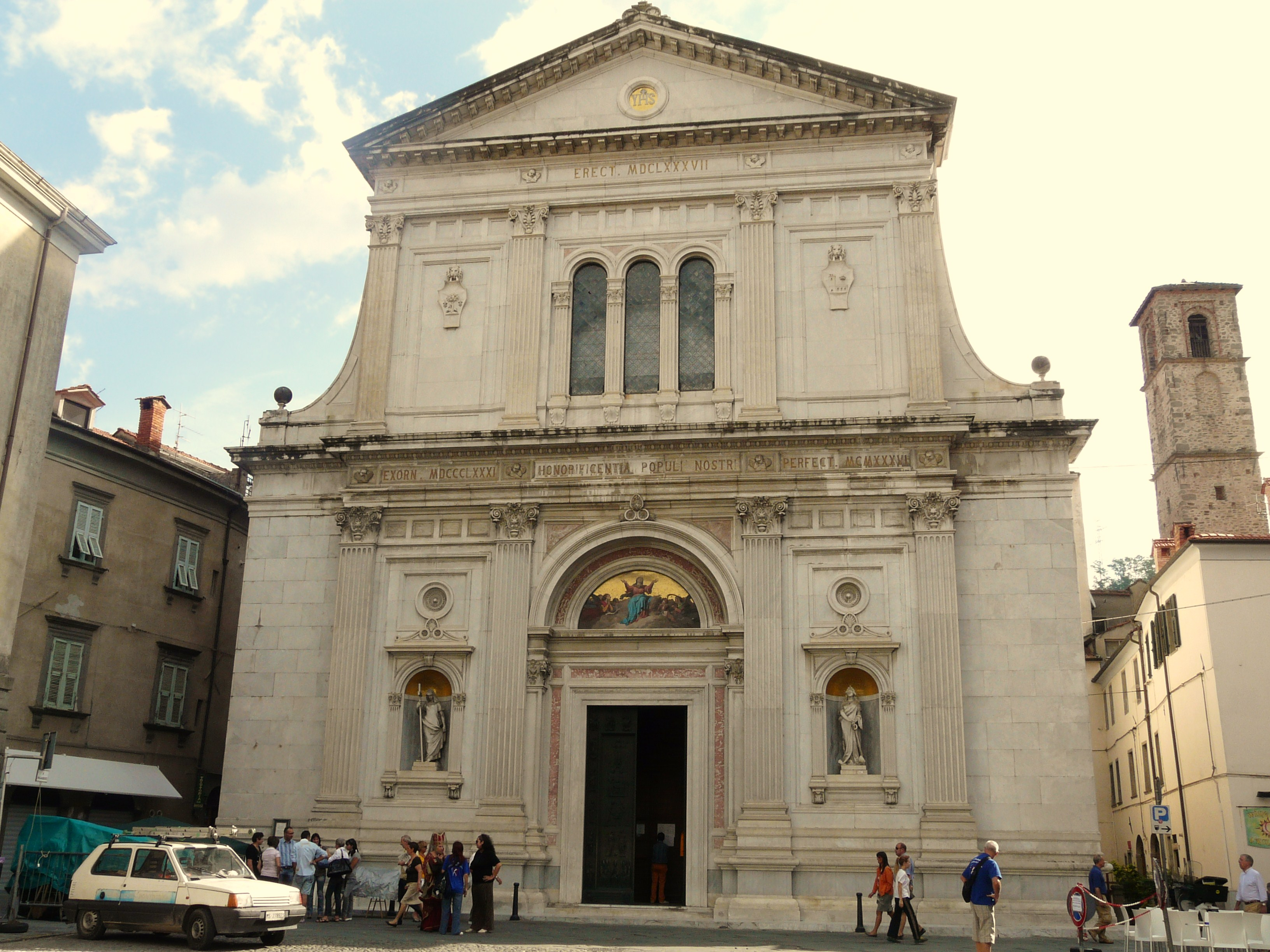
Cokathedraal van Pontremoli